# Ancylosis pyrethrella
Ancylosis pyrethrella is een vlinder uit de familie snuitmotten (Pyralidae). De wetenschappelijke naam is voor het eerst geldig gepubliceerd in 1860 door Herrich-Schäffer.
De soort komt voor in Europa.